# Tetrix bipunctata
Espèce
Synonymes
- Gryllus bipunctatus Linnaeus, 1758
- Acrydium scutellatum De Geer, 1773
- Gryllus xyphothyreus Schrank, 1781
- Acrydium bifasciatum Herbst, 1786
- Acrydium opacum Herbst, 1786
- Gryllus binotatus Gmelin, 1790
- Gryllus griseus Gmelin, 1790
- Gryllus leucostictos Gmelin, 1790
- Acrydium gibbum Olivier, 1791
- Tetrix obscura Hagenbach, 1822
- Tettix schrankii Fieber, 1844
- Tettix linnei Fieber, 1853
- Nomotettix arcticus Hancock, 1909
- Tetrix arcticus obtusus Hancock, 1909
- Tetrix validus Hancock, 1909
- Tetrix bipunctata subaptera Haij, 1914
- Tetrix kraussi tuberculata Haij, 1914
- Tetrix kraussi paradoxa Haij, 1914
- Tetrix sjostedti Bey-Bienko, 1934
- Tetrix sjostedtiana Bey-Bienko & Mistshenko, 1951

Tetrix bipunctata est une espèce d'insectes orthoptères de la famille des Tetrigidae. Elle est appelée Tétrix des sables ou Tétrix calcicole ou Criquet à capuchon.

## Distribution
Cette espèce boréo-subalpine se rencontre de l'Europe occidentale à la Corée.
En France, elle est signalée dans les départements de l'est, du Bas-Rhin à la Savoie, les Ardennes, l'Yonne, la Haute-Saône, l'Isère et la Drôme.

## Habitat
Ce tétrix est xérophile, il fréquente les lieux sablonneux, les pelouses sèches, les endroits rocailleux, les éboulis jusqu'à une altitude de 3 000 mètres environ.

## Description

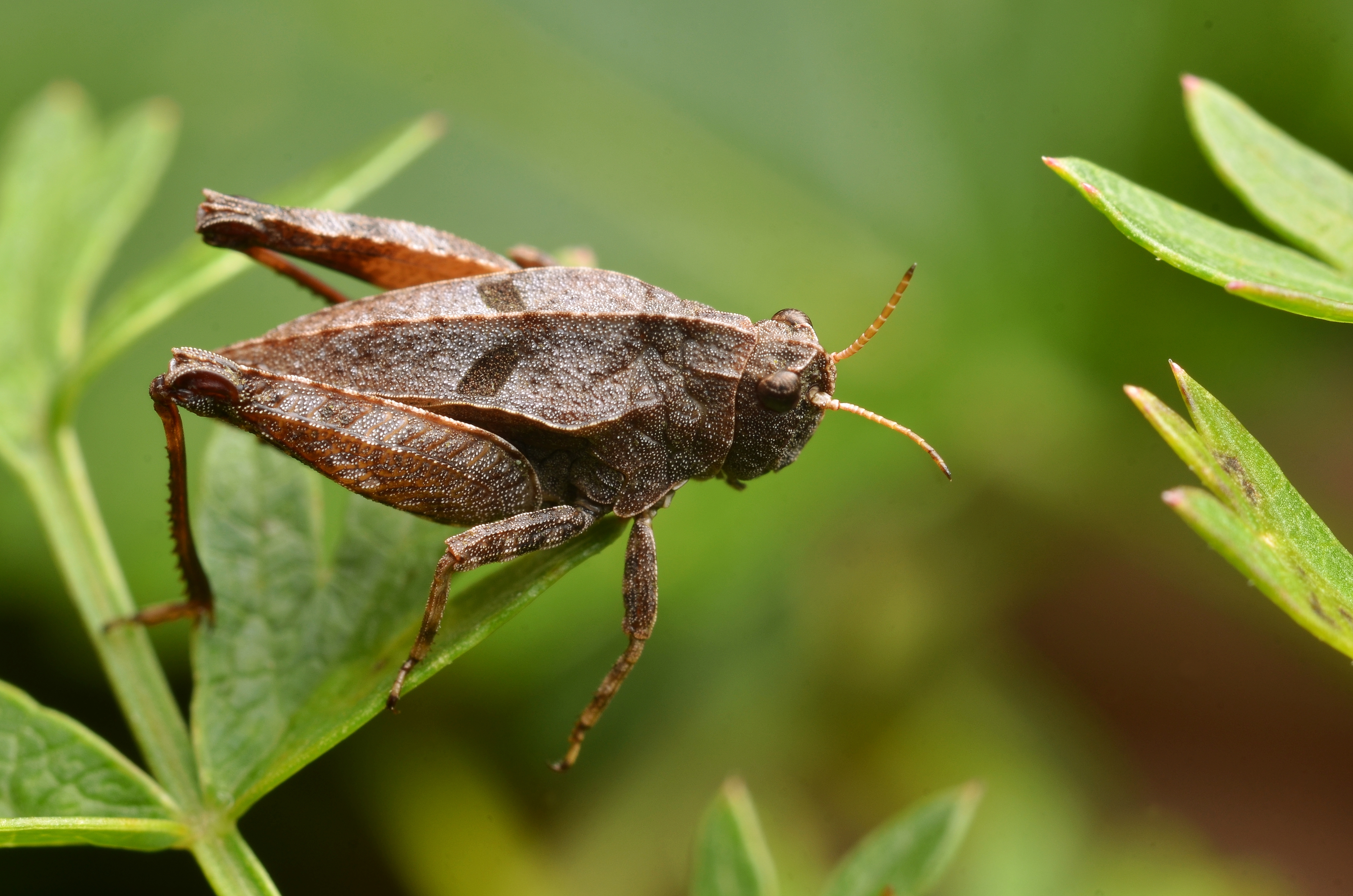
Paratettix bipunctata

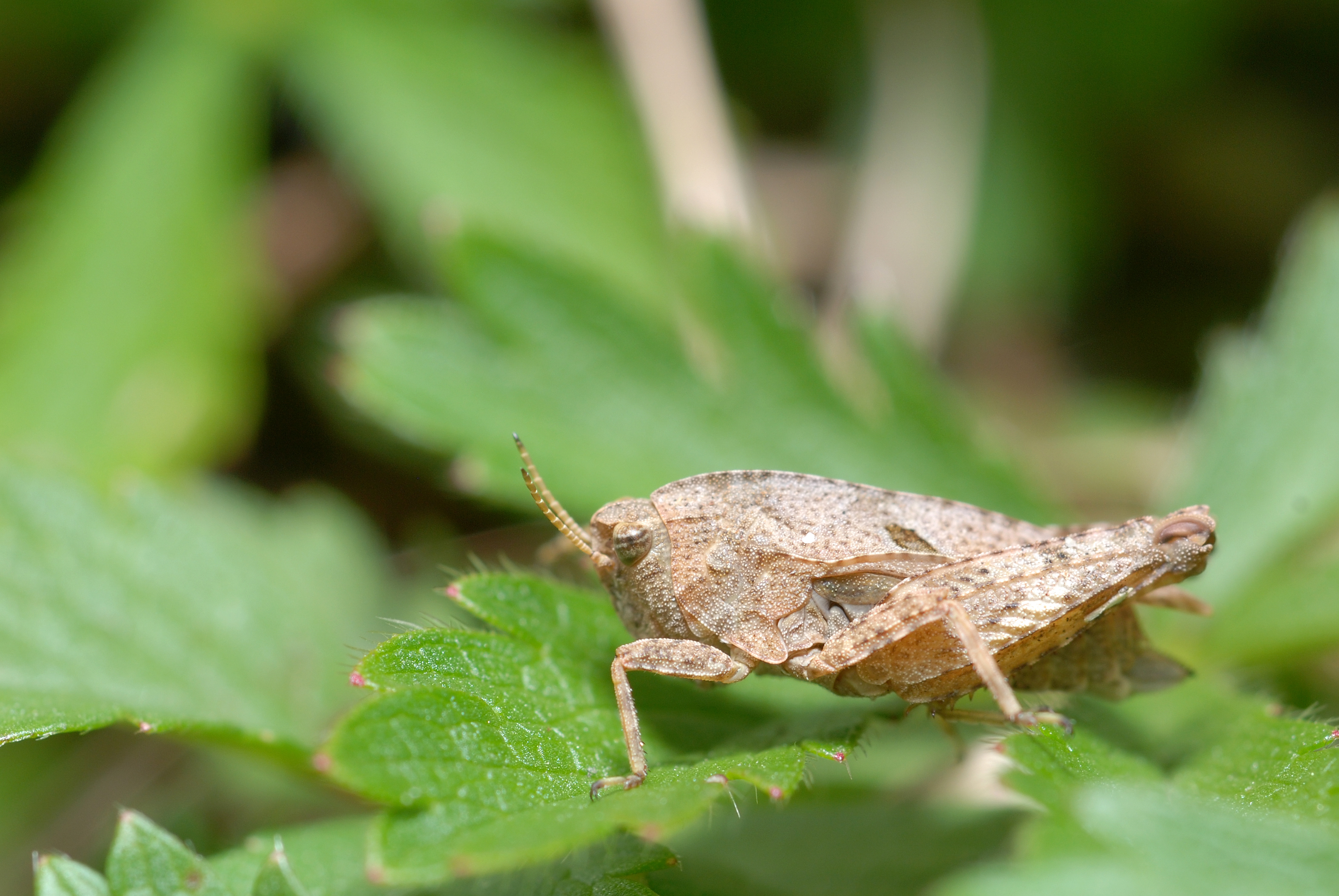
Paratettix bipunctata

L'adulte mesure de 8 à 11 mm; ses couleurs et les dessins varient très fort; la plupart de ces criquets portent sur le pronotum deux taches noires ou grises (d'où le nom scientifique de l'espèce).

## Systématique et taxinomie
Cette espèce a été décrite sous le protonyme Gryllus bipunctatus par Linné en 1758.

## Publication originale
- Linnaeus, 1758 : Systema naturae per regna tria naturae, secundum classes, ordines, genera, species, cum characteribus, differentiis, synonymis, locis, ed. 10 (texte intégral).